# Dan Joffre
Pour les articles homonymes, voir Joffre (homonymie).
Dan Joffre est un acteur et ancien lutteur canadien originaire de Montréal.

## Filmographie
- 1998 : Sept jours pour agir (Seven Days) (TV) : Lt Surell
- 1998 : The Charlie Horse Music Pizza (série TV) : Buddy
- 1999 : Démons et merveilles (en) (H-E Double Hockey Sticks) de Randall Miller : The Worm
- 2000 : Dangerous Attraction : Bad Ass Guy
- 2000 : Scary Movie : Cameraman Kenny
- 2000 : Duos d'un jour (Duets) de Bruce Paltrow : Finale Singer
- 2000 : Le Secret du vol 353 (Sole Survivor) (TV) : Dewey
- 2000 : Improv Comedy Games (feuilleton TV) : Lead
- 2001 : Romantic Comedy 101 (TV) : Coffee Cashier
- 2001 : Ladies and the Champ (TV) : Fight Fan
- 2001 : Suddenly Naked : Greatest Fan
- 2001 : L'Aventurier du grand nord (Kevin of the North) : Man
- 2002 : Halloween : Résurrection (Halloween: Resurrection) : Willie
- 2002 : Hyper Noël (The Santa Clause 2) : C-130 Pilot
- 2002 : The New Beachcombers (TV) : Barney
- 2002 : Joyeux muppet show de Noël (It's a Very Merry Muppet Christmas Movie) (TV) : Angel 2
- 2003 : Ivresse et conséquences (A Guy Thing) : Larry
- 2003 : Lizzie McGuire, le film (The Lizzie McGuire Movie) : Parent #3
- 2003 : Out of Order (feuilleton TV) : Ringside Announcer
- 2003 : Mon boss, sa fille et moi (My Boss's Daughter) : Smith
- 2004 : Human Cargo (feuilleton TV) : Marcus Cabalan
- 2004 : Scooby-Doo 2: les monstres se déchaînent (Scooby Doo 2: Monsters Unleashed) : Faux Ghost Patron
- 2004 : Meltdown (TV) : CHP Rob Engles
- 2004 : A Beachcombers Christmas (TV) : Barney
- 2004 : Karroll's Christmas (TV) : Jacob Marley
- 2005 : Gray Matters : Las Vegas Minister
- 2005 : Saving Milly (TV) : Tony Hot Dog
- 2005 : Supervolcano (TV) : Reporter
- 2005 : 14 Hours (TV) : Steve
- 2005 : Intelligence (TV) : Bill Sommers
- 2006 : A Little Thing Called Murder de Richard Benjamin
- 2009 : La Nuit au musée 2 (Night at the Museum 2 : Battle of the Smithsonian) de Shawn Levy : Town Car Driver